# Hugh Percy, 2. Duke of Northumberland

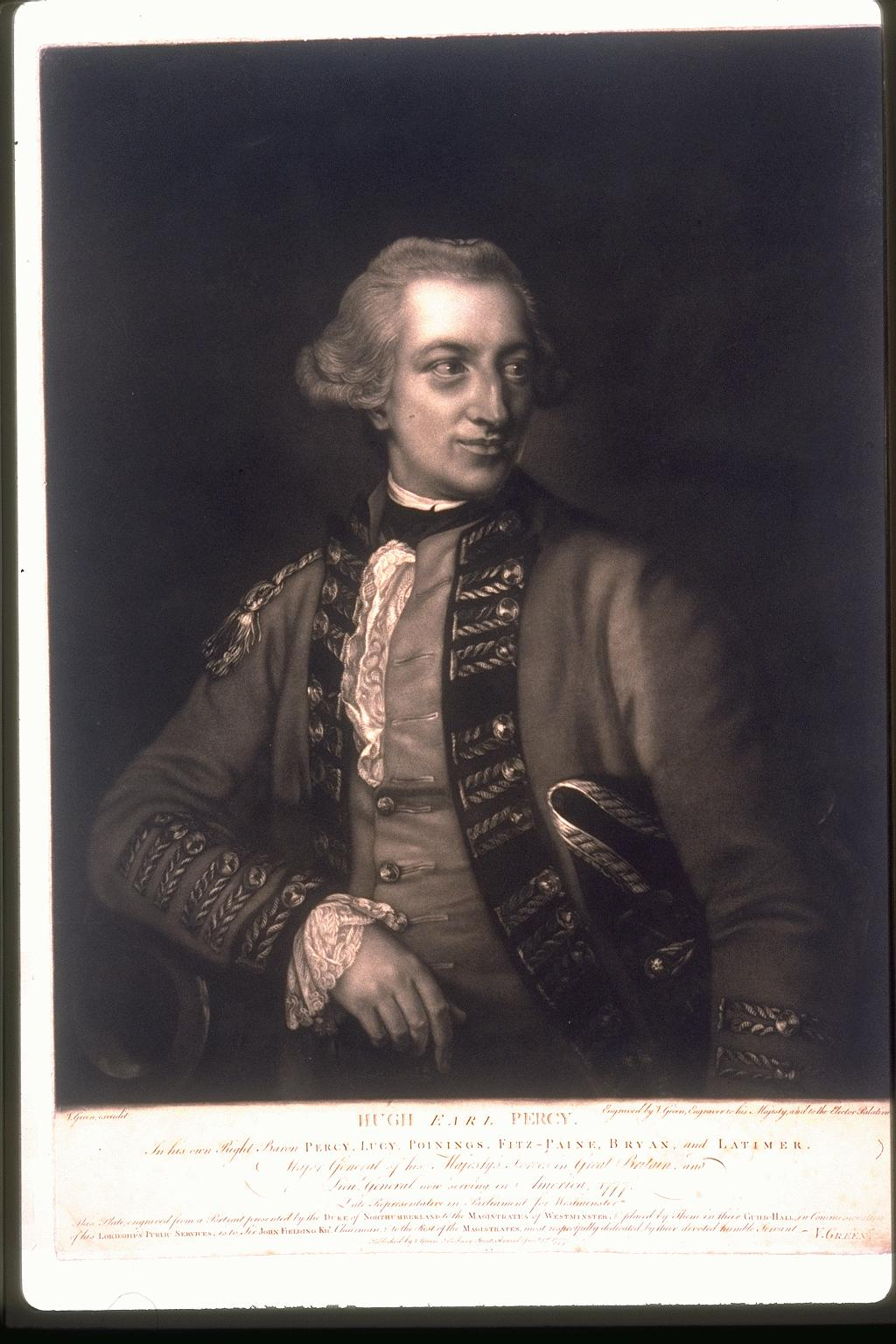
Hugh Percy, 2. Duke of Northumberland

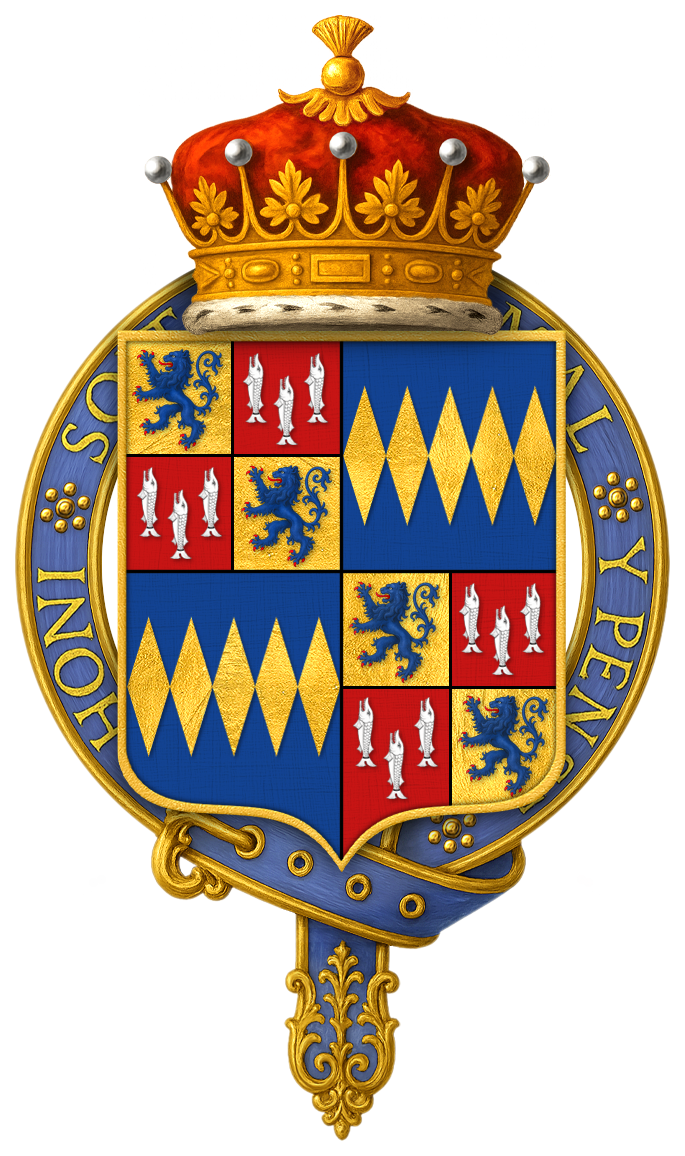
Wappen des Hugh Percy, 2. Duke of Northumberland

Hugh Percy, 2. Duke of Northumberland (geborener Smithson, * 14. August 1742; † 10. Juli 1817) war ein britischer Peer und Offizier.

## Herkunft und politische Karriere
Percy war der älteste Sohn von Hugh Percy, 1. Duke of Northumberland, und Elisabeth Percy, 2. Baroness Percy. Seine Mutter war eine Tochter von Algernon Seymour, 7. Duke of Somerset.
Sein Geburtsname war Hugh Smithson. Er und seine Eltern änderten ihren Familiennamen nach der Großmutter mütterlicherseits seiner Mutter 1750 mit königlicher Erlaubnis in Percy.
Seit 1750 führte er den Höflichkeitstitel Lord Warkworth, ab 1766, als sein Vater zum Duke of Northumberland erhoben wurde, denjenigen eines Earl Percy.
1763 wurde er als Abgeordneter für das Bourogh Westminster ins britische House of Commons gewählt. Er hatte dieses Mandat inne, bis er 1776 beim Tod seiner Mutter deren Titel als 3. Baron Percy erbte und damit einen Sitz im House of Lords erhielt. Beim Tod seines Vaters 1786 erbte er schließlich auch dessen Adelstitel als 2. Duke of Northumberland, 3. Earl of Northumberland, 2. Earl Percy, 3. Baron Warkworth und 5. Baronet, of Stanwick.
Von 1786 bis 1798 und von 1802 bis zu seinem Tod, 1817, war Percy Lord Lieutenant von Northumberland. Zudem hatte er von 1786 bis 1817 das Amt des Vice-Admiral of the Coast von Northumberland inne. 1787 wurde er als Fellow in die Society of Antiquaries, sowie 1788 als Fellow in die Royal Society aufgenommen und 1788 als Knight Companion in den Hosenbandorden aufgenommen. Seine Landpächter errichteten ihm zu Ehren ein Denkmal, nachdem er die Pacht um ein Viertel reduzierte. Er tat dies, weil 1815 die Maispreise gefallen waren. Percy litt im Alter an Gicht und wurde für seine notorische schlechte Laune bekannt. Er war einer der reichsten Männer Englands seiner Zeit.

## Ausbildung und militärische Karriere
Nach Besuch des Eton College trat er im Mai 1759 durch Kauf eines Offizierspatents als Ensign des 24th Regiment of Foot in die British Army ein. Er kämpfte im Siebenjährigen Krieg, nahm an der Schlacht bei Minden teil und wechselte am 4. August 1759 als Captain zum neuaufgestellten 85th Regiment of Foot (Royal Volunteers). 1760 begann er ein Studium am St John’s College der Universität Cambridge. 1762 wurde er im Rang eines Lieutenant-Colonel Kommandeur des 111th Regiment of Foot. Im selben Jahr wurde er Lieutenant-Colonel bei den Grenadier Guards. Nach Kriegsende wurde er 1764 zum Colonel befördert und zum Aide-de-camp für König Georg III. ernannt.
1774 wurde er zum Colonel des 5th Regiment of Foot ernannt und im lokalen Rang eines Brigadiers in Boston stationiert. Bei Ausbruch des Amerikanischen Unabhängigkeitskriegs nahm er 1775 an den Gefechten von Lexington und Concord. Geschickt konnte er dort mit gezielten Artilleriesalven einen zahlenmäßig überlegenen Gegner davon abhalten, die sich zurückziehenden britischen Einheiten aufzureiben. So verhinderte er eine größere militärische Niederlage für die Briten. Im selben Jahr wurde er zum Major-General befördert. 1776 nahm er an der Schlacht von Long Island teil und wurde 1777 zum Lieutenant-General befördert. Im Verlauf des Krieges kam es zu persönlichen Spannungen mit seinem Vorgesetzten, dem Oberbefehlshaber General Howe. Insbesondere geriet er, während er als Garnison in Rhode Island stationiert war, mit Howe in Streit über die Machbarkeit eines Vorstoßes ins feindliche Hinterland von Neuengland. Anlässlich eines Streits über Heuvorräte legte Percy schließlich 1777 sein Kommando nieder und verließ Amerika.
1793 wurde er zum General befördert, wurde 1798 Kommandeur des Percy Yeomanry Regiment und von 1806 bis 1812 war er als Colonel of the Regiment zeremonieller Kommandeur der Royal Horse Guards.

## Ehen und Nachkommen
Er war zweimal verheiratet. In erster Ehe heiratete er am 2. Juli 1764 Lady Anne Stuart, Tochter des John Stuart, 3. Earl of Bute. Die Ehe blieb kinderlos und wurde im März 1779 durch Act of Parliament geschieden. Am 23. Mai 1779 heiratete er in zweiter Ehe Frances Julia Burrell (1752–1820), Tochter des Peter Burrell, Gutsherr von Beckenham in Kent. Mit ihr hatte er fünf Kinder:
- Hugh Percy, 3. Duke of Northumberland (1785–1847);
- Lord Henry Percy (1787–1794);
- Algernon Percy, 4. Duke of Northumberland (1792–1865);
- Lady Agnes Percy ⚭ Frederick Thomas Buller († 1860), Gutsherr von Pelynt und Lanreath, Major-General der British Army;
- Lady Emily Francis Percy († 1844) ⚭ James Murray, 1. Baron Glenlyon.